# Ложное пробуждение
Ложное пробуждение — переживание пробуждения, возникающее у человека во время сновидения, хотя в действительности он продолжает спать. Такое состояние сознания не является настоящим бодрствованием, однако человеку, находящемуся в нём, кажется, что он проснулся и вспоминает предыдущие сновидения. Ложное пробуждение часто является частью такого психологического феномена, как «сон во сне».

## Особенности
Несмотря на то, что воспринимаемая во время ложных пробуждений обстановка может содержать фантастические элементы, чаще всего она является чрезвычайно реалистичной. Человеку с ложным пробуждением нередко снится, что он начинает выполнять рутинные дела, которыми обычно занимается в реальной жизни после пробуждения (приготовление пищи, уборка, разговоры с домочадцами), иногда даже — что пытается записать своё предыдущее сновидение в дневник сновидений.
За одну ночь можно пережить сразу несколько ложных пробуждений (т. н. многократные ложные пробуждения). В ряде случаев возникает цикл ложных пробуждений: человеку снится, что он просыпается снова и снова, иногда — до 10 и более раз, каждый раз будучи уверенным, что теперь он проснулся на самом деле. Серия фильмов «Кошмар на улице Вязов» популяризировала это явление.
Стивен Лаберж приводит пример многократного ложного пробуждения, опираясь на случай из жизни французского биолога Ива Делажа:

Однажды ночью меня разбудил сильный стук в дверь комнаты. Я встал и спросил: «Кто там?» «Мсье, — ответил голос Марта (смотрителя лаборатории), — мадам X… (женщина, которая на самом деле жила в городе и была моей знакомой) просит вас немедленно прийти к ней и осмотреть мадемуазель Y… (я знал эту девушку, она действительно жила в доме мадам X). Она внезапно заболела». «Сейчас, — ответил я. — Оденусь и прибегу». В спешке я оделся и, перед тем как выйти, зашел в ванную, чтобы протереть лицо мокрой губкой. Ощущение холодной воды пробудило меня, и я понял, что все предшествующие события лишь приснились мне, и что не было никакого вызова. Я снова погрузился в сон. Однако немного погодя опять услышал тот же стук: «Вы идете, мсье?» — «Боже мой! Так это правда, а я думал, что вижу сон». — «Не совсем. Поспешите. Вас ждут». — «Хорошо, я бегу». Я снова оделся, снова вошел в ванную вытереть лицо и снова ощущение холодной воды пробудило меня. Я убедился, что это лишь повторяющееся сновидение, и опять лег в постель. Та же сцена повторялась практически без изменений еще два раза.

Когда на следующее утро Делаж проснулся по-настоящему, он смог понять, что «вся эта вереница действий, суждений и мыслей была не более чем сон, который успешно повторялся четыре раза, пока я спокойно продолжал спать, не вставая с постели

## Связь с осознанными сновидениями

### Распространённость
Ложные пробуждения встречаются и у обыкновенных сновидящих, однако чаще они возникают у осознанно сновидящих, что приводит к потере осознанности в сновидении. Возможно, это объясняется тем, что в осознанных сновидениях вопрос о сне и бодрствовании имеет особую актуальность. Человек, осознающий себя в сновидении, после сновидения ожидает закономерное пробуждение ото сна, поэтому часто не подвергает сомнению истинность этого пробуждения. По мнению Стивена Лабержа, для того, чтобы не терять осознанность, необходимо ожидать именно ложное пробуждение после осознанного сновидения.

### Степень контроля
Ложные пробуждения включены в Рейтинговую систему осознанных сновидений Стюарта и Кулака (особую шкалу, в которой сновидения, различные по своему содержанию, распределены по степени выраженности осознанного контроля в них).
Так, к 1 категории относятся неосознанные сновидения (обычные); ко 2 — ложные пробуждения; 3 — предосознанные сновидения (когда субъект начинает сомневаться в реальности событий, которые он переживает в сновидении, но ему пока не удаётся осознать себя в сновидении); 4 — осознанные сновидения (субъект становится убеждённым в том, что он спит и видит сновидение); 5 — осознанные сновидения, в которых контроль сновидения воспринимается, но не осуществляется (субъект осознает, что если он спит, то он может делать всё, что пожелает; однако, помимо этого осознания, нет реальной попытки изменить содержание сновидения); и 6 осознанное сновидение, в котором контроль сновидения и воспринимается, и осуществляется (субъект осознает возможность контролировать сновидение, как в категории 5, и при этом он на самом деле предпринимает попытки изменить содержание сновидения).

## Типы ложных пробуждений
Селия Грин предложила проводить различие между двумя типами ложного пробуждения по наличию/отсутствию выраженных эмоций, сопровождающих данное пробуждение:
Первый тип. Ложное пробуждение первого типа не вызывает сильного эмоционального отклика, при этом проснувшийся во сне начинает размышлять о предшествующем сновидении. Часто пробуждение во сне происходит при тех же самых условиях, при которых человек засыпал в реальности (та же поза и то же помещение).
Человек может задавать себе вопрос, спит он или нет (а может и не задавать), и может критически исследовать окружающую обстановку, пытаясь найти ответ. На этом этапе текущее сновидение становится предосознанным сновидением. Если человек всё же приходит к выводу о том, что он спит, предосознанное сновидение становится осознанным; если же сновидец не приходит к такому выводу, то он вновь возвращается на этап ложного пробуждения, где чаще всего начинает заниматься повседневными делами, которыми он обычно занимается в реальной жизни после сна.

Постепенно надо мной кто-то возник … и спросил меня: «Как тебя зовут?» Я подумал: «Ответ меня разбудит». Но, тем не менее, решил ответить и назвал свое имя, откинув голову назад и засмеявшись, как будто решение не заботиться больше о поддержании осознанности было дерзким или неприличным. С этой мыслью я проснулся и подумал: «Надо пойти и записать осознанный сон», однако не мог вспомнить, где это можно сделать (хотя я находился все там же, в холле), а затем последовал короткий обычный сон, после которого я проснулся уже окончательно и подумал: «Вот сюрприз! Я думал, что уже просыпался раньше».
Второй тип (менее распространенный). При ложных пробуждениях второго типа сновидец уверен в том, что он действительно проснулся, при этом такие пробуждения сопровождаются повышенным уровнем тревоги: человек начинает чувствовать присутствие чего-то сверхъестественного, например, странных и пугающих звуков или объектов.

Когда я просыпаюсь в этом состоянии, вся комната кажется пронизанной напряжением. Атмосфера напоминает электромагнитную бурю. Все вокруг как будто вот-вот разлетится на куски. Есть ощущение опасности — как будто что-то должно случиться.
При ложном пробуждении второго типа человеку кажется, что он на протяжении всего переживания лежит в постели, в то время, как при первом типе он обычно встает и двигается, даже если «проснулся» в своей постели.

Как-то ночью, когда было еще темно, я проснулся, но это было ложное пробуждение. Я мог слышать тиканье часов и видеть расплывчатые очертания предметов в комнате. Я лежал на левой стороне своей двуспальной кровати, и мои нервы были напряжены в ожидании. Что-то должно было произойти. Но что? Внезапно возникло большое облако яйцевидной формы, ярко светящееся блестящим голубовато-белым светом… На протяжении, как мне казалось, нескольких секунд, я не мог ни пошевелиться, ни вымолвить слово. Я снова почувствовал странный паралич, о котором уже вспоминал… Приподнявшись на локте, я позвал ее, и она исчезла так же неожиданно, как и появилась. На этот раз мне показалось, что я уже точно проснулся. «Надо заметить время», — подумал я, но меня охватила непреодолимая сонливость, я упал на спину и проспал без сновидений до утра.

## В культуре
Тематика ложных пробуждений так или иначе затрагивается в:
- Фильме «Начало»
- Фильме «Клик: С пультом по жизни»
- Мультсериале «Рик и Морти»
- Видеоигре «Neverending Nightmares»
- Серии фильмов «Кошмар на улице Вязов»
- Анимационном фильме «Пробуждение жизни»
- Специальном рождественском выпуске сериала «Доктор Кто» — «Последнее Рождество» и седьмой серии пятого сезона ("Выбор Эми")